# Pauke
Pauken er symfoniorkestrets ældste slaginstrument. Det er en kobberkedel belagt med et kalveskind eller plasticskind. Naturskindene (kalveskindene) ændrer klang efter vejrforhold og luftfugtighed og skal stemmes hyppigt i modsætning  pauker med plasticskind. Diameter er fra 50 til 90 cm ,og paukerne anslås med filt- eller trækøller. 
En pauke kan kun være stemt til én tone ad gangen; derfor opstilles de oftest i sæt af to til fem, som er stemt i forskellige toner. Paukerne stemmes ved hjælp af pedaler, som sætter pauken i det rigtige toneleje, hvorefter den finstemmes med et drejehåndtag. Skindet stemmes op ved hjælp af en stemmenøgle.
Under koncerten skal paukisten ofte stemme en eller flere af sine pauker om til en anden tone. Så er han nødt til at holde øret helt ned til skindet for at kunne høre sin tone, uden at den kan høres af publikum. 

## Historie
De ældste pauker er ca. 4000 år gamle. De er fundet i Persien og var lavet af sten. Der er også fundet hebræiske pauker, "throph". De lå på kamelrygge, så rytteren kunne spille på den.